# Rag'n'Bone Man
Rory Graham (Uckfield, 29 januari 1985) beter bekend onder zijn artiestennaam Rag'n'Bone Man is een Brits singer-songwriter.

## Biografie

### 1985-2010
Rory Graham werd geboren en groeide op in Uckfield in het zuidoosten van Engeland. Hij groeide op met de oude blues en soul en leerde zichzelf zingen op muziek van Muddy Waters vooraleer hij de hiphop ontdekte. Op vijftienjarige leeftijd begon hij op te treden als rapper met een Drum-'n-bass-groep op vrijpodium-avonden nabij Brighton, waar hij later naartoe verhuisde. Hij bleef oefenen als zanger en op negentienjarige leeftijd trad hij aangemoedigd door zijn vader op tijdens een blues jamsessie in de lokale pub en de positieve respons van het publiek gaf hem vertrouwen om het verder als zanger te proberen.
De artiestennaam Rag'n'Bone Man haalde Graham van het samen met zijn vader kijken naar de herhalingen van de Britse sitcom Steptoe and Son uit de jaren 1970, over twee voddenmannen (rag-and-bone men).

### 2011-2015
Rond 2011 begon Graham te werken met het Britse hiphoplabel High Focus, wat resulteerde in een aantal opnamen, onder andere een collaboration-ep met MC/producent Leaf Dog onder de naam Dog 'n Bone (ep, 2013) en ook een project met MC/Producent Dirty Dike onder de naam Put That Soul On Me (2014).
In 2012 gaf hij onder eigen beheer de ep Bluestown uit. Kort daarna begon Graham samen te werken met producer Mark Crew, die op dat moment bezig was met Bastille's debuutalbum Bad Blood. In 2013 tekende Graham een platencontract bij Warner Chappell, dat hem in staat stelde om een voltijdse muzikale carrière na te streven.
In 2014 bracht Graham in samenwerking met Mark Crew de ep Wolves uit op Best Laid Plans Records, die negen nummers bevatte met enkele muzikale gasten waaronder rapper Vince Staples, Stig Of The Dump en Kate Tempest. In 2015 volgde de ep Disfigured, ook uitgebracht door Best Laid Plans Records.

### 2016-heden
Zijn eerste hitsingle Human werd uitgebracht in juli 2016 op Columbia Records. Het nummer behaalde de eerste plaats in de officiële singlenoteringen in Oostenrijk, Duitsland, België en Zwitserland. De single behaalde "goud" in Duitsland, Italië, Zweden, Zwitserland, Oostenrijk, België en Nederland. Zijn debuutalbum, ook getiteld Human werd uitgebracht op 10 februari 2017.
Op de Brit Awards 2017, de belangrijkste prijsuitreiking in de Britse muziekindustrie, behaalde Rag 'n'Bone Man twee prijzen, de British Breakthrough Act en de Critics' choice Award.

## Discografie

### Ep's
- 2012: Bluestown
- 2013: Dog 'n Bone (in samenwerking met Leaf Dog)
- 2014: Wolves
- 2015: Disfigured

### Albums
| Album met eventuele hitnotering(en) in de Nederlandse Album Top 100 | Datum van verschijnen | Datum van binnenkomst | Hoogste positie | Aantal weken | Opmerkingen |
| ------------------------------------------------------------------- | --------------------- | --------------------- | --------------- | ------------ | ----------- |
| Human                                                               | 2017                  | 18-02-2017            | 1(1wk)          | 83           |             |
| Life by Misadventure                                                | 2021                  | 15-05-2021            | 5               | 2*           |             |

| Album met hitnotering(en) in de Vlaamse Ultratop 200 albums | Datum van verschijnen | Datum van binnenkomst | Hoogste positie | Aantal weken | Opmerkingen |
| ----------------------------------------------------------- | --------------------- | --------------------- | --------------- | ------------ | ----------- |
| Wolves                                                      | 2016                  | 17-09-2016            | 88              | 19           |             |
| Human                                                       | 2017                  | 18-02-2017            | 1               | 83           |             |
| Life by Misadventure                                        | 2021                  | 15-05-2021            | 7               | 3*           |             |

### Singles
| Single met eventuele hitnotering(en) in de Nederlandse Top 40 | Datum van verschijnen | Datum van binnenkomst | Hoogste positie | Aantal weken | Opmerkingen                     |
| ------------------------------------------------------------- | --------------------- | --------------------- | --------------- | ------------ | ------------------------------- |
| Human                                                         | 2016                  | 01-10-2016            | 9               | 22           | Alarmschijf                     |
| Skin                                                          | 2017                  | 11-02-2017            | 18              | 13           | Alarmschijf                     |
| As You Are                                                    | 2017                  | 15-07-2017            | tip20           | -            |                                 |
| Giant                                                         | 11-01-2019            | 19-01-2019            | 4               | 21           | met Calvin Harris / Alarmschijf |
| All You Ever Wanted                                           | 2021                  | 06-02-2021            | tip1            | -            |                                 |
| Anywhere Away from Here                                       | 2021                  | 10-04-2021            | tip20           | 6            | met P!nk                        |
| Alone (Nothing But Thieves remix)                             | 2021                  | 04-09-2021            | tip5            | 7            | met Nothing But Thieves         |
| Crossfire                                                     | 2021                  | 25-12-2021            | tip29*          |              |                                 |
| Lovers in a past life                                         | 2024                  | 01-03-2024            | 31              | 1            | met Calvin Harris               |

| Single met hitnotering(en) in de Vlaamse Ultratop 50 | Datum van verschijnen | Datum van binnenkomst | Hoogste positie | Aantal weken | Opmerkingen         |
| ---------------------------------------------------- | --------------------- | --------------------- | --------------- | ------------ | ------------------- |
| Human                                                | 2016                  | 10-09-2016            | 1               | 27           |                     |
| Skin                                                 | 2017                  | 11-02-2017            | 13              | 22           |                     |
| As You Are                                           | 2017                  | 12-08-2017            | tip3            | -            |                     |
| Grace (We All Try)                                   | 2017                  | 02-12-2017            | tip             | -            |                     |
| Run                                                  | 2018                  | 01-09-2018            | tip             | -            | met Bugzy Malone    |
| Photographs                                          | 2018                  | 17-11-2018            | tip39           | -            | met Professor Green |
| Giant                                                | 11-01-2019            | 19-01-2019            | 1               | 31           | met Calvin Harris   |
| All You Ever Wanted                                  | 2021                  | 06-02-2021            | tip2            | -            |                     |
| Anywhere Away from Here                              | 2021                  | 24-04-2021            | tip23           | -            | met P!nk            |
| Lovers in a past life                                | 2024                  | 01-03-2024            | 30              | 9*           | met Calvin Harris   |

### NPO Radio 2 Top 2000
| Nummers met noteringen in de NPO Radio 2 Top 2000 | '16 | '17 | '18  | '19  | '20 | '21 | '22 | '23 | '24 |
| ------------------------------------------------- | --- | --- | ---- | ---- | --- | --- | --- | --- | --- |
| Human                                             | 583 | 204 | 343  | 451  | 504 | 418 | 490 | 641 | 772 |
| Skin                                              | ×   | -   | 1706 | 1917 | -   | -   | -   | -   | -   |

1. ↑  Een '-' betekent dat het nummer niet was genoteerd, een '×' betekent dat het nummer nog niet was uitgebracht en een vetgedrukt getal geeft de hoogste notering van een nummer aan.
2. ↑  2016 was het eerste jaar met een notering voor Rag ’n’ Bone Man.